# 涂家台遗址
涂家台遗址位于湖南省益阳市南县南洲镇大郎城村，是一处新石器时代遗址，1989年被列为南县文物保护单位，2004年被列为益阳市文物保护单位，2006年被列为湖南省文物保护单位，2013年被列为第七批全国重点文物保护单位。
涂家台遗址地处洞庭湖平原中部，距县城约4千米。遗址所在区域有9个土包，涂家台位于最南，高出地面2～3米，东西宽50米，南北长200米，面积约10000平方米。涂家台遗址发现于20世纪80年代，1994年益阳地区博物馆和南县文物管理所对遗址试掘，1999年湖南省文物考古研究所正式发掘，出土文物表现出皂市下层文化、彭头山文化与汤家岗文化的特征。